# Maria Carmela Lanzetta
Maria Carmela Lanzetta (Mammola, 1º marzo 1955) è una politica italiana, ministro per gli affari regionali e le autonomie nel governo Renzi dal 22 febbraio 2014 al 30 gennaio 2015.

## Biografia
Nata a Mammola da madre farmacista e da padre medico, ha conseguito il diploma di maturità presso il liceo classico di Locri e la laurea in farmacia all'Università di Bologna. 

### Attività politica
Il 29 maggio 2006 è stata eletta sindaco di Monasterace con il 62,2% dei voti. Alle elezioni del 16 maggio 2011 è stata riconfermata con il 35,4%, con 51 voti di differenza.
Nel mirino della 'ndrangheta (nel 2011 le era stata bruciata la farmacia; nel 2012 un ragazzo minorenne, armato dalla 'ndrangheta, sparò alla sua autovettura), si dimise nell'aprile 2012: le sue dimissioni ebbero risonanza nazionale, e furono ritirate dopo l'incontro con il segretario del Partito Democratico Pier Luigi Bersani e il prefetto di Reggio Calabria.
È stata insignita di numerosissimi premi e attestati di ammirazione per il coraggio delle sue scelte in ogni campo. Ultimi incontri 2015: 4 novembre Università di Pisa, 6 novembre Comune di San Daniele del Friuli, 23 novembre Premio Giorgio Ambrosoli.
Nel luglio del 2013 si è nuovamente dimessa da sindaco perché un suo assessore comunale non ha condiviso la costituzione di parte civile in un processo che vedeva il Comune parte lesa.
Il 29 agosto successivo è stata indagata per "abuso d'ufficio" per aver acquistato, durante il precedente mandato di sindaco, alcuni pali dell'illuminazione pubblica mediante trattativa privata anziché con un appalto pubblico. Non ha mai ricevuto un avviso di garanzia perché, secondo le valutazioni della Procura, che ha chiesto l'archiviazione, nell'agire della Lanzetta non sono state ravvisate condotte penalmente rilevanti.
In occasione delle elezioni primarie del Partito Democratico del 2013 ha sostenuto la candidatura di Giuseppe Civati ed è stata citata nel "pantheon" della sinistra, nel corso del dibattito televisivo con i candidati alla segreteria del partito. Eletta all'assemblea nazionale del PD come capolista della lista di sostegno a Civati nel collegio Reggio Calabria-Vibo Valentia, il 15 dicembre 2013 è stata nominata nella Direzione nazionale del PD. In tale sede, il 13 febbraio 2014 ha votato, insieme alla minoranza vicina a Civati, contro il documento che sfiduciava l'operato del governo Letta e chiedeva di dare vita a un nuovo esecutivo.
Il 21 febbraio 2014 è nominata a sorpresa dei suoi stessi colleghi di partito ministro per gli affari regionali e le autonomie nel governo Renzi. Giura il giorno successivo.
Il 25 gennaio 2015 il neo-presidente della regione Calabria Mario Oliverio la nomina assessore regionale alle riforme istituzionali, semplificazione amministrativa, cultura, istruzione e pari opportunità nella sua giunta regionale. In un primo tempo lei accetta pur di ritornare in Calabria ma due giorni più tardi, il 27 gennaio 2015, dichiara di rinunciare all'assessorato calabrese, in polemica per la nomina di un altro assessore in quota PD, Nino De Gaetano, sfiorato da un'indagine per voto di scambio. Il 30 gennaio 2015 rassegna anche le dimissioni dalla carica di ministro.
Per dare corso alla sua grande passione per i Beni Culturali, assume la presidenza dell'Associazione "Umberto Zanotti Bianco", fondata nel 2014.
Nel 2018 si è candidata in Calabria alle elezioni politiche per il Senato senza risultare eletta. Nell'ottobre 2019 lascia il PD e aderisce a Italia Viva di Matteo Renzi.

## Vita privata
Sposata dal 1981 con Giovanni Scarfò, regista e direttore della Cineteca della Calabria, ha due figli.